# Пер Ганссон
Пер Ганссон (швед. Pär Hansson, нар. 22 червня 1986, Вейбюстранд) — шведський футболіст, воротар. в минулому, гравець національної збірної Швеції.

## Клубна кар'єра
З 2005 року почав потрапляти до заявки клубу «Гельсінгборг» як резервний голкіпер. Провів у команді два сезони, так і не вийшовши жодного разу на поле в іграх чемпіонату Швеції.
2008 рік провів в оренді у клубі «Ангельгольм», в якому отримав досвід регулярних виступів в офіційних матчах.
До складу «Гельсінгборга» повернувся з оренди 2009 року і відразу ж став основним воротарем команди клубу. Наразі встиг відіграти за команду з Гельсінборга 93 матчі в національному чемпіонаті.

## Виступи за збірні
2002 року дебютував у складі юнацької збірної Швеції, взяв участь у 17 іграх на юнацькому рівні.
Протягом 2007—2009 років залучався до складу молодіжної збірної Швеції. На молодіжному рівні зіграв у 9 офіційних матчах.
2011 року дебютував в офіційних матчах у складі національної збірної Швеції. Наразі провів у формі головної команди країни 2 матчі.

## Титули і досягнення
- Чемпіон Швеції (1):

«Гельсінгборг»: 2011
- Чемпіон Нідерландів (1):

«Феєнорд»: 2016-17
- Володар Кубка Швеції (2):

«Гельсінгборг»: 2010, 2011
- Володар Кубка Нідерландів (1):

«Феєнорд»: 2015-16
- Володар Суперкубка Швеції (2):

«Гельсінгборг»: 2011, 2012